# Metasia ecbleta
Metasia ecbleta là một loài bướm đêm trong họ Crambidae.